# Bloeddruk

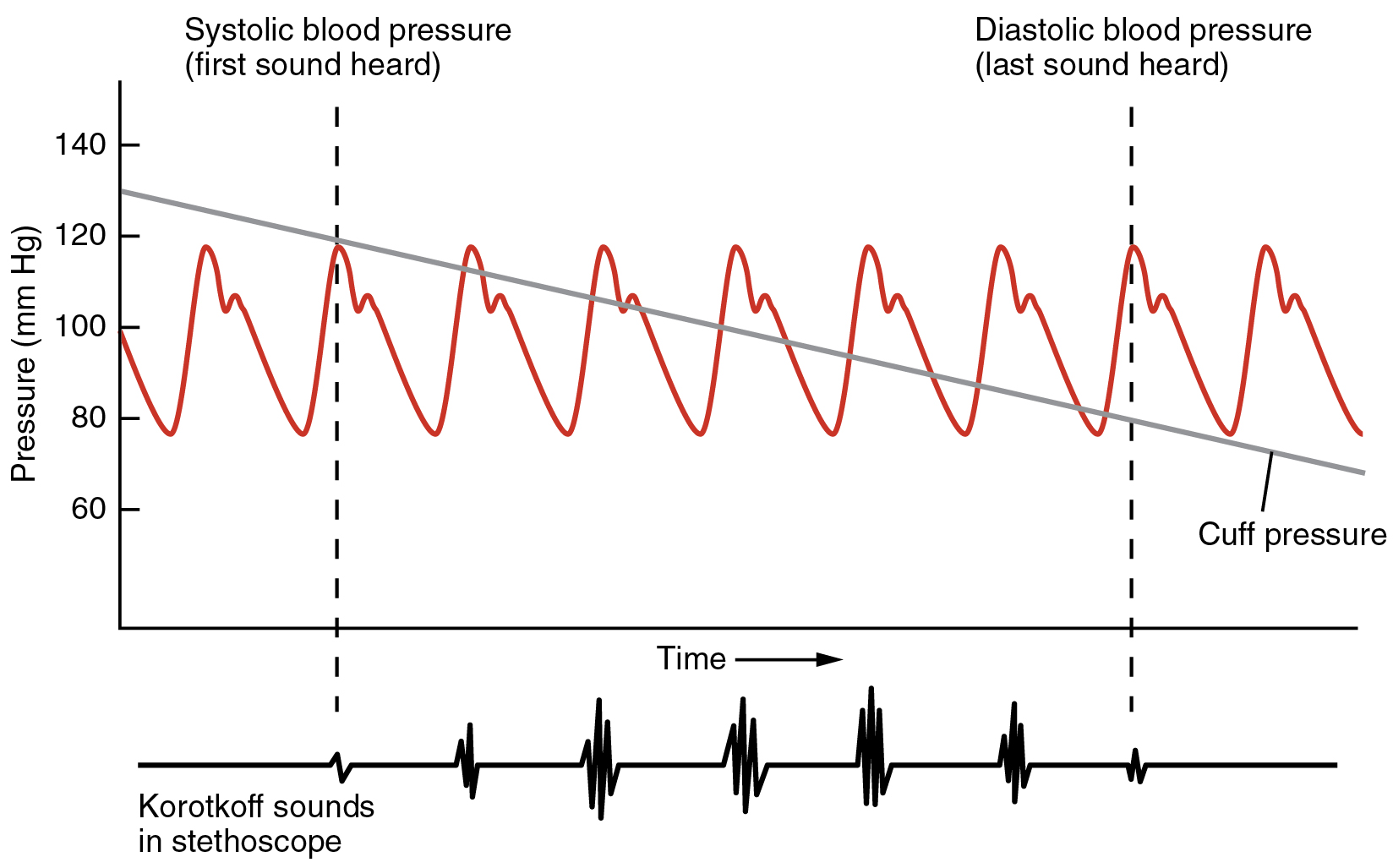
Bloeddrukverloop in de tijd op één plaats

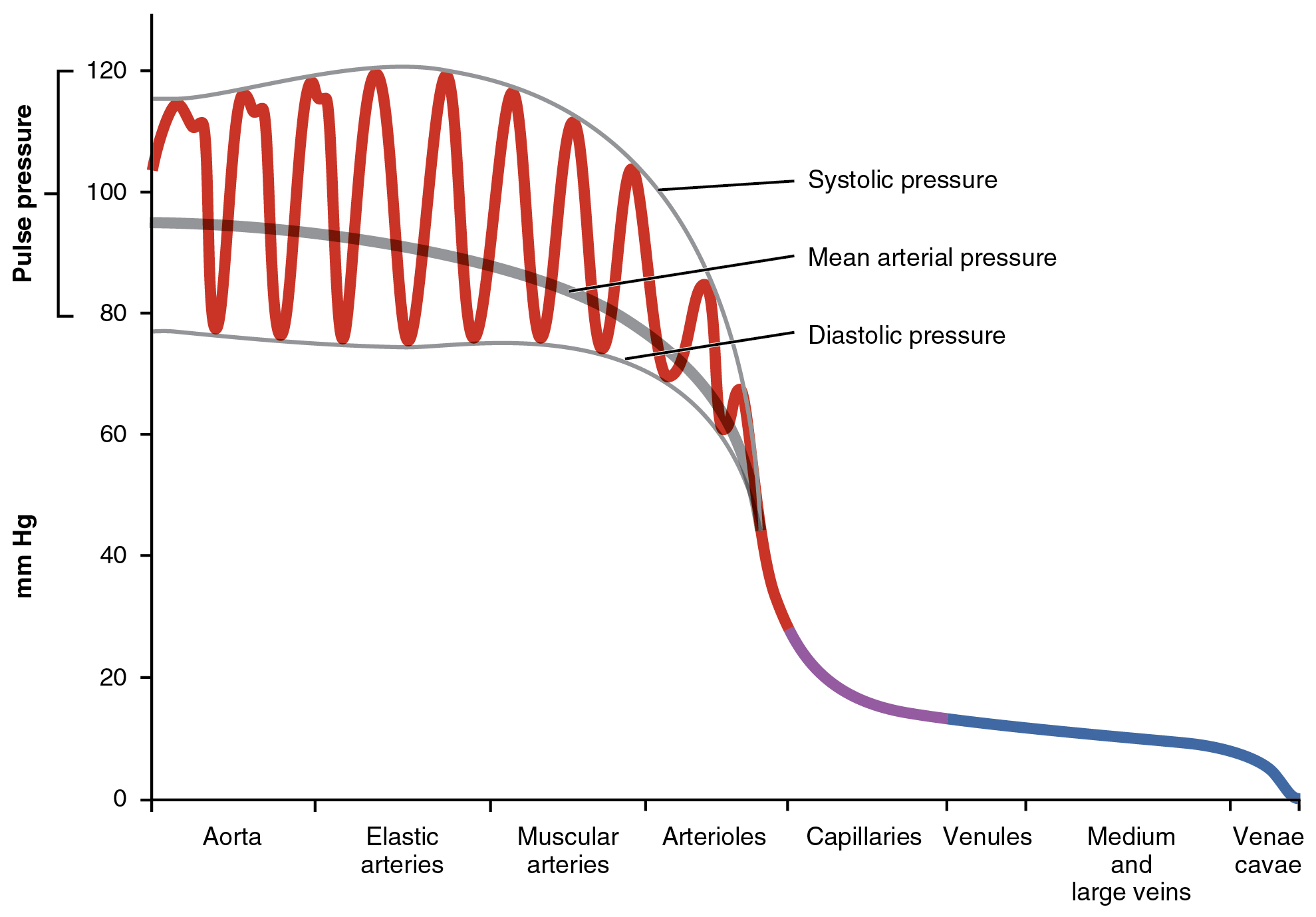
Het bloeddrukverloop als functie van de plaats in de bloedsomloop

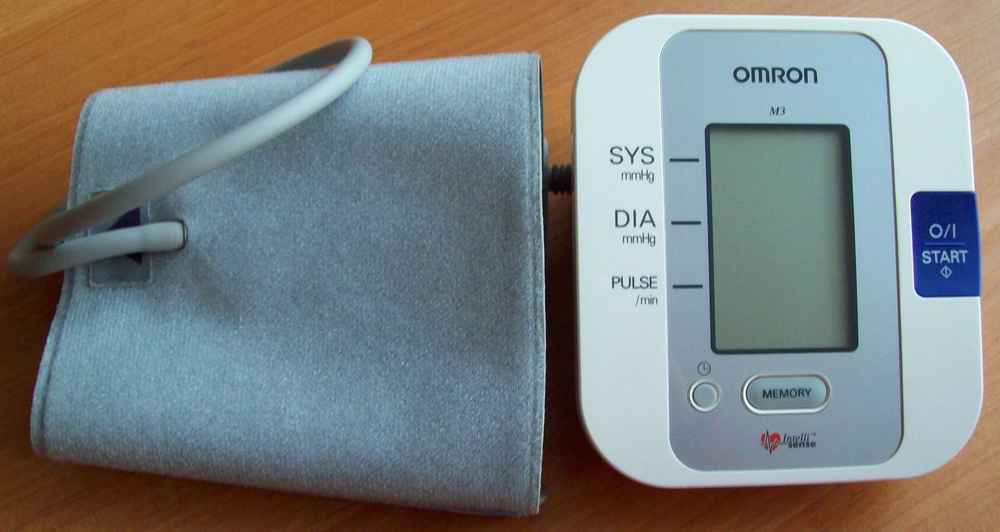
Digitale bloeddrukmeter voor de bovenarm. De manchet is door een slang verbonden met het apparaat

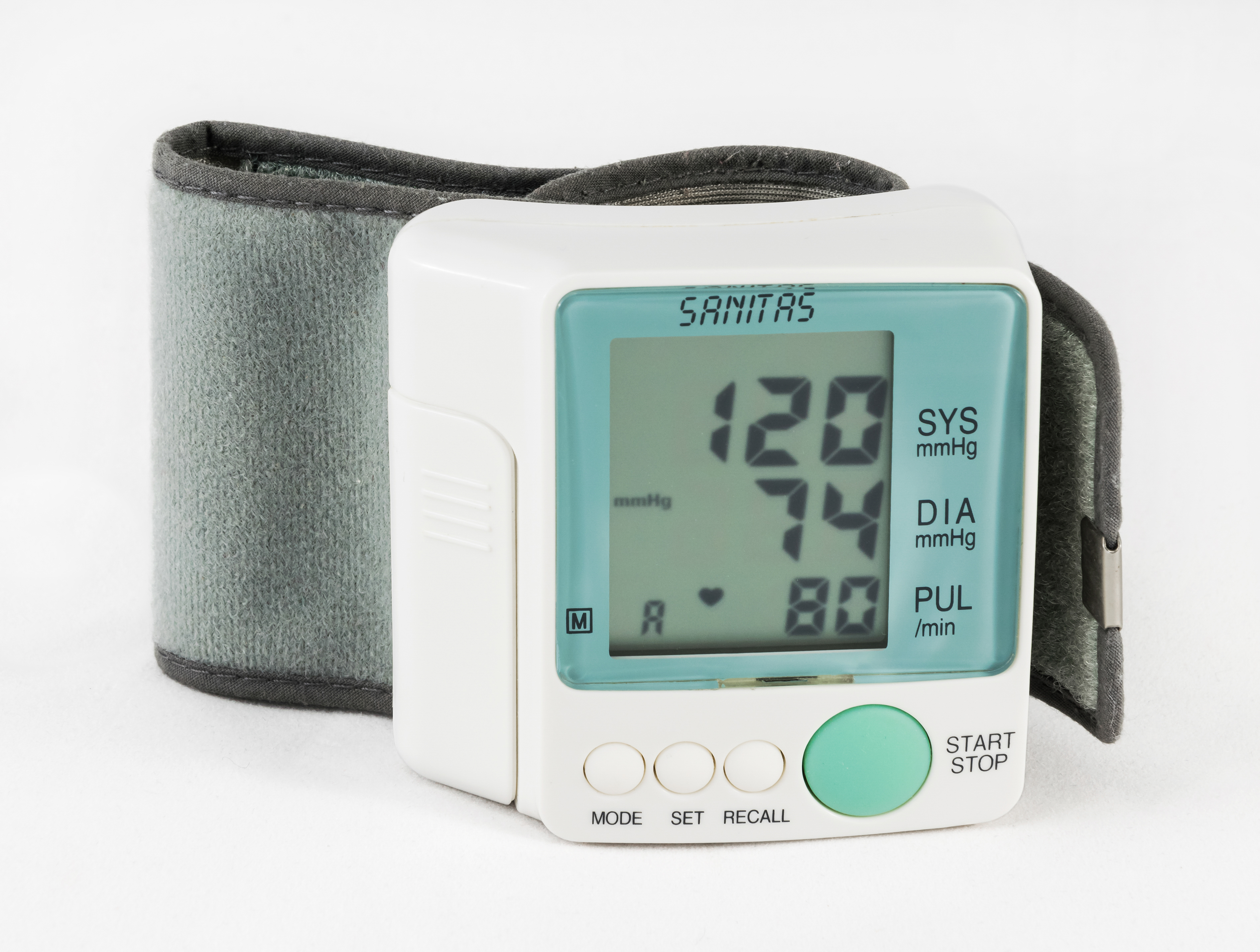
Digitale bloeddrukmeter voor meting aan de pols. Het apparaat zit vast aan de manchet

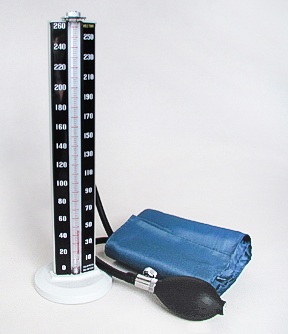
Klassieke kwikbloeddrukmeter

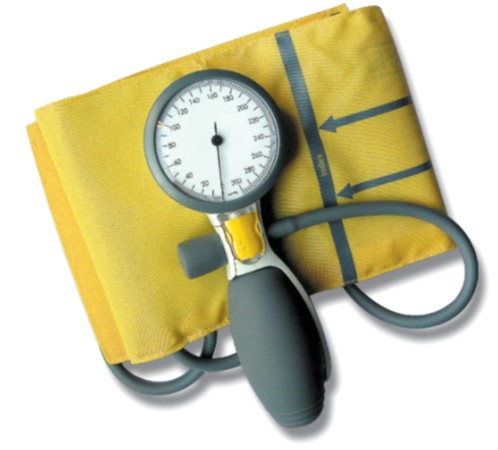
Modernere versie, zonder kwik en met beter afleesbare schaal

De bloeddruk of tensie is de vloeistofdruk in het slagadersysteem. De bloeddruk wordt weergegeven door middel van twee kengetallen, de systolische druk of bovendruk en de diastolische druk of onderdruk, gescheiden door een schuine streep, bijvoorbeeld RR (Riva-Rocci) 120/80 mmHg. De getallen geven de druk aan in millimeters kwikdruk (symbool: mmHg; 760 mmHg = 1 atm), dat wil zeggen de druk uitgeoefend door een kolom kwik van 120 mm hoogte in de eerste waarde van het voorgaande voorbeeld. Een meer wetenschappelijke eenheid om bloeddruk in uit te drukken zou de kilopascal zijn, maar die wordt om historische redenen nauwelijks gebruikt.
In sommige landen is het gebruikelijk de bloeddruk in cmHg aan te geven, dus met een nul minder.
Hoge bloeddruk of hypertensie is een vooral in westerse landen algemeen voorkomende aandoening. Op 7 april 2013 was hoge bloeddruk thema op de door de WHO georganiseerde Wereldgezondheidsdag.

## Begripsbepaling
- De systolische druk of bovendruk is de maximale druk die wordt opgebouwd in de aorta of hoofdlichaamsslagader bij het samentrekken van de linkerhartkamer.
- De diastolische druk of onderdruk is het minimum van de druk die optreedt tussen twee samentrekkingen van het hart in, als de linkerhartkamer zich weer met bloed vult.

Samen geven de twee waarden een beeld van de gemiddelde arteriële druk, soms op digitale bloeddrukmeters aangegeven als MAP (mean arterial pressure), die kan worden geschat met behulp van de formule:
{\displaystyle \!P_{\text{gemiddeld}}\approxeq P_{\text{diastolisch}}+{\frac {1}{3}}(P_{\text{systolisch}}-P_{\text{diastolisch}})}
De regeling van de bloeddruk in het lichaam is een ingewikkeld proces met een aantal terugkoppelingssystemen zoals het renine-angiotensine-aldosteronsysteem (RAAS) en met verschillende tijdschalen, van de slag-tot-slag regulatie in het hart tot de spanning in de arteriële vaatwand tot de regulatie van de hoeveelheid water en zout in het vaatstelsel door hormonen onder andere via de nieren.
Zowel een te lage als een te hoge bloeddruk kan tot gezondheidsproblemen leiden. Het eerste geval is zeldzaam, het tweede komt veel voor. Overigens is dit een sterk cultureel bepaald gegeven: in Duitsland worden zeer veel geneesmiddelen voorgeschreven tegen lage bloeddruk (Kreislaufschwäche), terwijl dit probleem in Engelstalige landen amper lijkt voor te komen.

## Bloeddrukwaarden
Voor volwassenen:
- Minder dan RR 90/60 mmHg: lage bloeddruk / hypotensie
- Rond de RR 120/70[2] mmHg: optimale bloeddruk
- Minder dan RR 130/80[2] mmHg: normale bloeddruk
- Meer dan RR 140/90 mmHg: hoge bloeddruk / hypertensie

Voor kinderen:
- Rond de RR 80/45 mmHg: normale bloeddruk

De grenswaarden stijgen met toename van de leeftijd, voornamelijk de bovendruk.
Bij mensen met kwalen die een nadelige invloed op de bloedvaten kunnen hebben, zoals diabetes mellitus, wordt meestal een lagere bovendruk (RR 135 mmHg) als maximum voor een normale bloeddruk aangehouden.

## Meetmethode
Er wordt gebruik gemaakt van een bloeddrukmeter die bestaat uit een band (manchet) met van binnen een opblaasbare ballon die verbonden is met een manometer (vroeger een die gebruikmaakte van een kolom kwik, dit mag uit milieutechnische overwegingen niet meer). De ballon wordt om de bovenarm gevouwen en opgeblazen met een pompje of knijpballonnetje met ventiel tot de druk zo hoog is dat er geen bloed meer door de bovenarmslagader loopt (polsslag niet meer voelbaar). Nu laat men de druk in de ballon langzaam zakken door een ventieltje iets te openen. Op een gegeven moment is de systolische bloeddruk hoger dan de druk in de ballon, zodat de slagader in de arm bij iedere hartslag even iets bloed doorlaat. Dit is te constateren doordat via een boven de slagader geplaatste stethoscoop geluiden worden gehoord iedere keer dat de slagader weer dichtklapt, de korotkoff-toon, genoemd naar de ontdekker ervan. De op dit punt afgelezen waarde van de manometer wordt genoteerd en is de bovendruk. Laat men de druk verder zakken, dan verdwijnen de tonen weer op het moment dat de slagader gedurende de hele cyclus openblijft. Nu leest men de onderdruk af. Deze meetmethode is ontdekt door de Italiaanse onderzoeker Scipione Riva-Rocci en de bloeddruk wordt daarom nog steeds afgekort met de letters RR.

#### Thuis meten van de bloeddruk
Bloeddrukmeters voor thuisgebruik zijn ruim verkrijgbaar. De waardes die ze meten vallen vaak wat lager uit dan bij een meting bij de huisarts of in het ziekenhuis. Dit komt omdat er minder stress is in een vertrouwde omgeving. Om thuis een betrouwbare meting te doen dient rekening te worden gehouden met onderstaande punten:
- Een volle blaas kan de bloeddruk met 10 mmHg verhogen.
- Praten of actief luisteren kan de bloeddruk met 10 mmHg verhogen.
- Het manchet van de meter wordt aangebracht op de blote arm. Een laag kleding kan de uitkomst tot 50 mmHg verhogen.
- Het manchet dient zich tijdens de meting ter hoogte van het hart te bevinden.
- Een meting vindt in principe zittend plaats, met de benen naast elkaar. Over elkaar geslagen benen kunnen een toename van de bloeddruk tot 8 mmHg veroorzaken.

De betrouwbaarheid van zelfmeting wordt vergroot door het gemiddelde van drie metingen te nemen. Er dient verder 
rekening te worden gehouden met afwijkingen veroorzakende factoren zoals een nacht met weinig slaap, een feestje of stressvolle gebeurtenissen voorafgaand aan de meting.  

## Bloeddrukvariaties
De bloeddruk is een in hoge mate dynamische grootheid en verandert in de loop van enige minuten tot zelfs seconden. Stress kan de bloeddruk door het vrijmaken van het hormoon adrenaline binnen een halve minuut met tientallen mmHg verhogen, evenals inspanning. Bij zware inspanning zijn hogere bloeddrukken normaal die bij gezonde mensen in rust als sterk verhoogd zouden worden beschouwd. Soms is de meting voor de patiënt - meestal onbewust - al zo stressvol dat bij iedere meting een druk wordt gevonden die 20 of 30 mmHg boven de werkelijke rustwaarde van die patiënt ligt (wittejasseneffect). De enige oplossing hiervoor is de ambulante 24-uursmeting waarbij de patiënt gedurende een etmaal een automatische bloeddrukmeter draagt die zich bijvoorbeeld ieder kwartier zonder tussenkomst van een waarnemer automatisch opblaast en de bloeddruk meet, die vervolgens in een computergeheugen wordt bewaard en de volgende dag uitgelezen. Er kan dan ook naar de nachtelijke bloeddrukdaling worden gekeken. Bij een gezonde bloeddrukregulatie, daalt de bloeddruk 's nachts met 10 tot 20% van de gemiddelde dagwaarde. Als de gemiddelde nachtwaarde maar 0 tot 10% lager ligt, is dit een non-dipping, dus niet dalend, bloeddrukprofiel. Mensen met een non-dipping-profiel hebben een aanzienlijk grotere kans op hart- en vaatziekten.
Om deze reden zal men over het algemeen niet op grond van een enkele te hoge waarde met behandeling van hoge bloeddruk willen beginnen maar pas als die waarde bv. 3 maal met een tussenpoos van enige dagen of weken is gemeten.
Studies hebben uitgewezen dat de bloeddruk bij stijging van de omgevingstemperatuur daalt en stijgt bij daling van die temperatuur. Dit effect zou worden bewerkstelligd doordat bij temperatuurstijging van de omgeving de bloedvaten zich verwijden om via de bloedstroom lichaamswarmte af te voeren, en dientengevolge de bloeddruk daalt.